# Giulio Cesare Polerio
Giulio Cesare Polerio zvaný podle svého rodného kraje l'Abruzzese (1548, Lanciano – 1612, Řím) byl italský šachový mistr a teoretik.
Roku 1575 odešel Polerio společně Giovannim Leonardem Di Bonou a Paolem Boim do Madridu, kde na dvoře krále Filipa II. úspěšně hráli proti tamním nejsilnějším mistrům jako byl Ruy López de Segura a Alfonso Cerón. Polerio poté ve Španělsku na delší dobu zůstal a připisuje se mu zde řada šachových rukopisů vzniklých mezi roky 1580 až 1600. Psal v nich již o sicilské hře a zabýval se rovněž dámským gambitem. Vydány však byly až roku 1874 a k tisku je připravil nizozemský šachový historik Antonius van der Linde.